# 찢은 고기

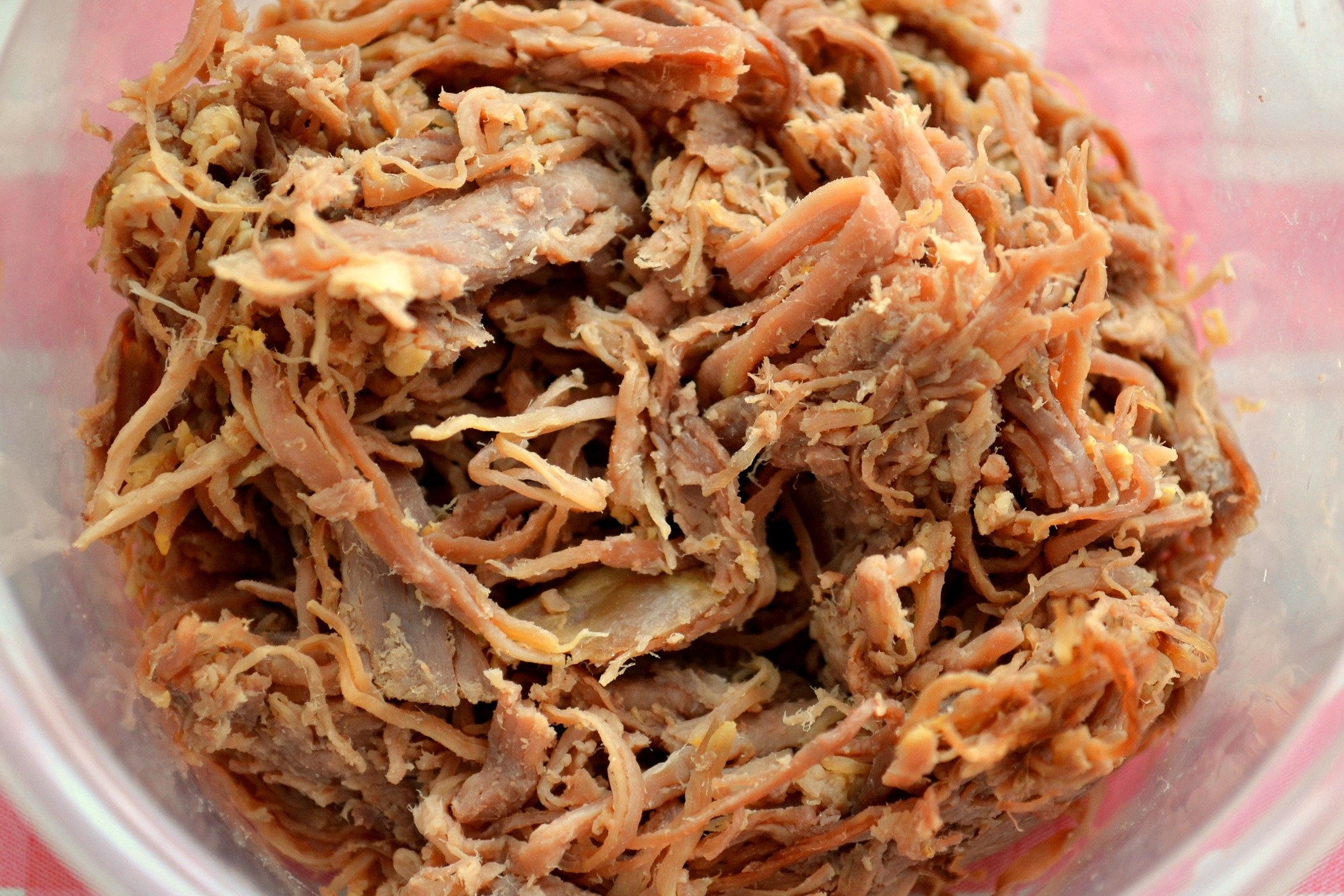
찢은 쇠고기

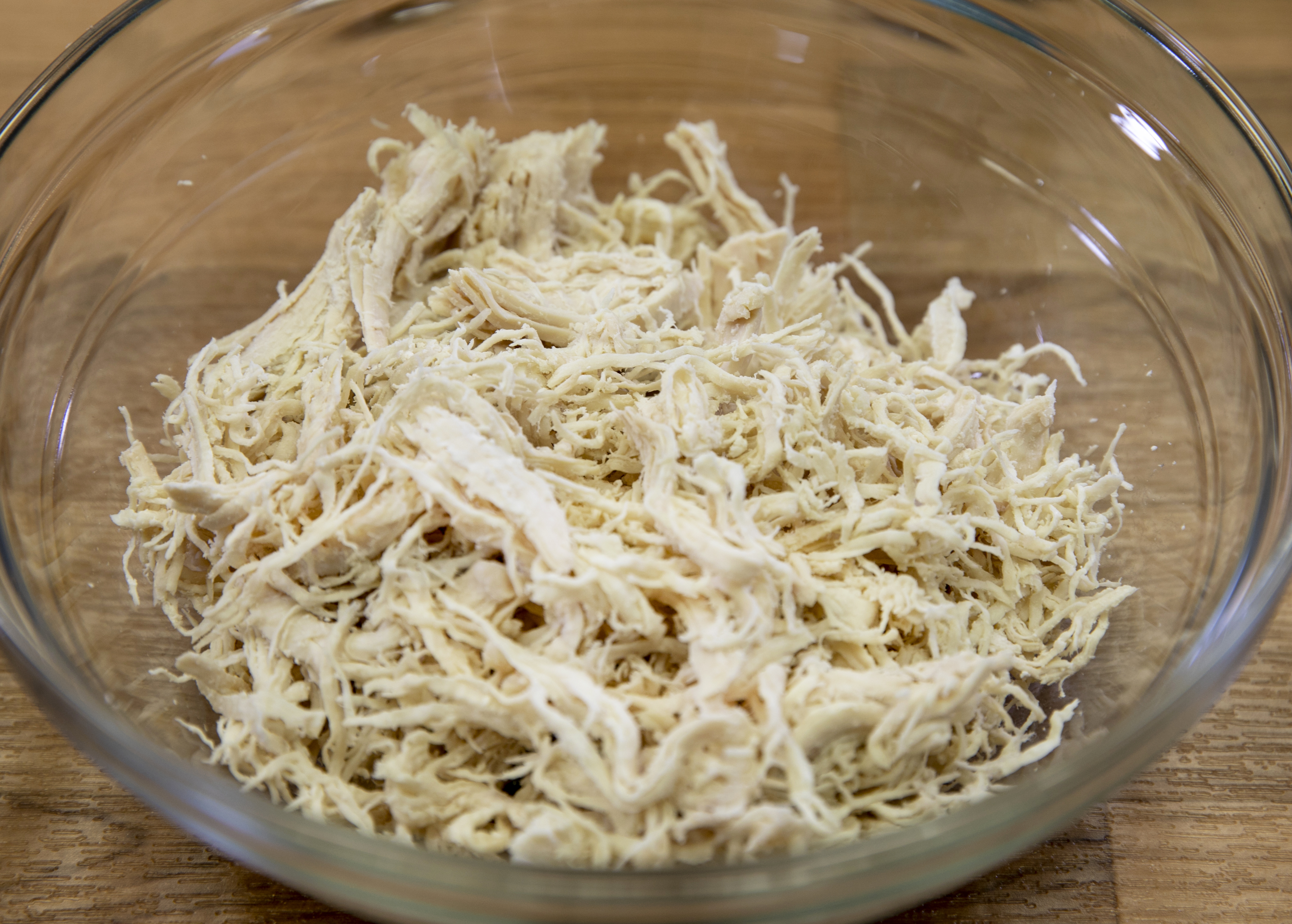
찢은 닭고기

찢은 고기는 고기를 익혀 결대로 찢은 것이다.

## 요리

### 한국
장조림과 육개장 등에 찢은 쇠고기가, 초계탕과 기스면, 닭개장 등에 찢은 닭고기가 쓰인다.

### 아메리카
로파 비에하, 부리토, 엔칠라다, 치미창가, 타코 등 여러 가지 음식에 찢은 고기가 쓰인다.

## 사진

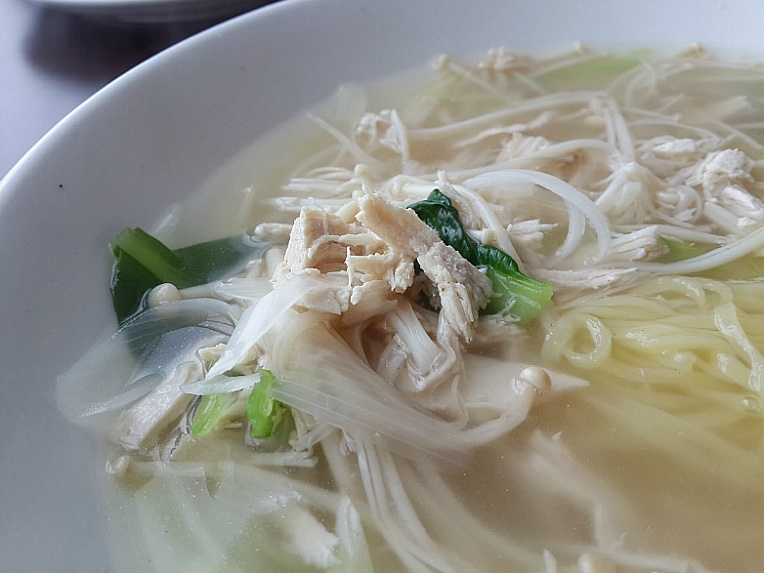
기스면
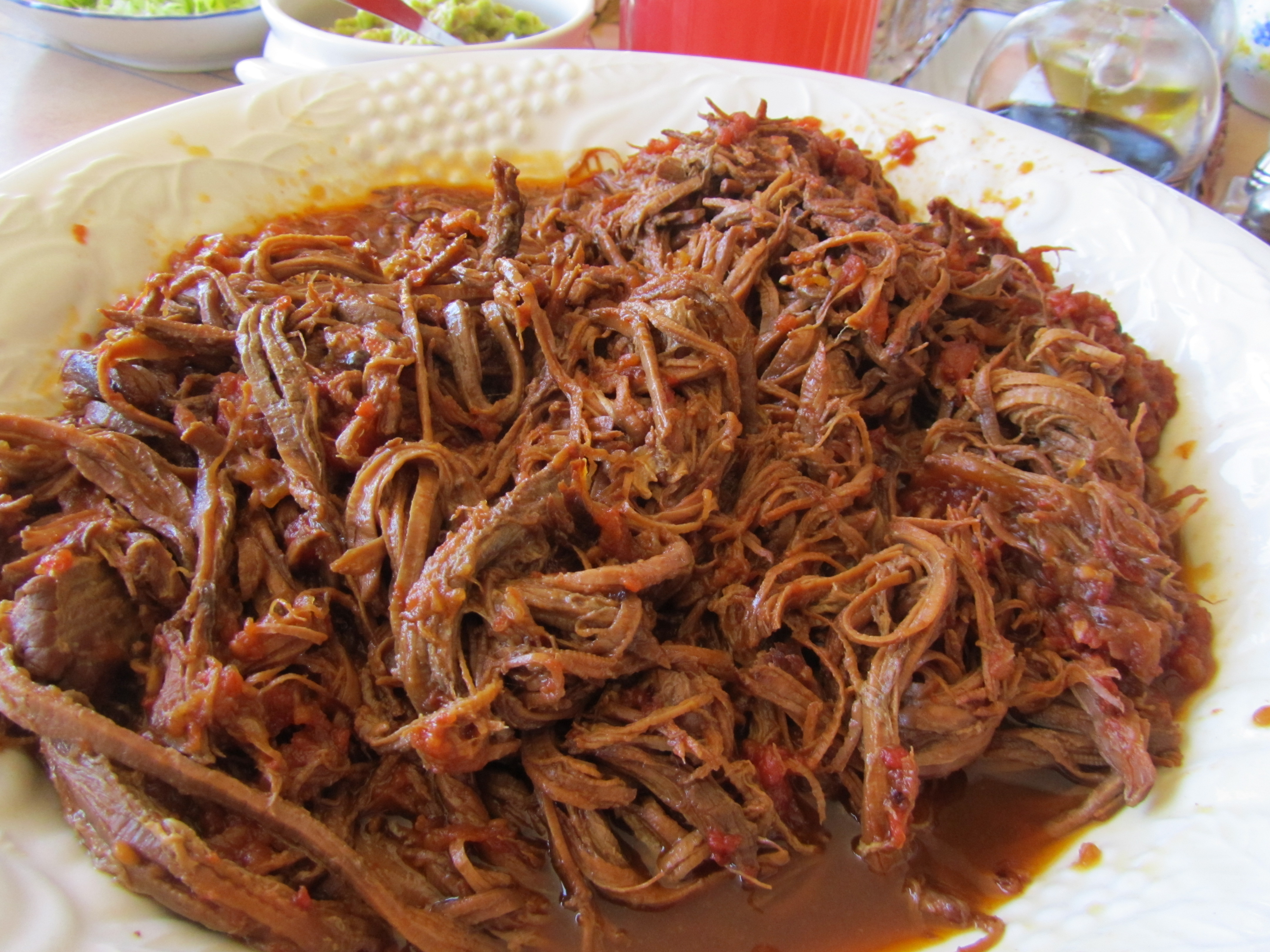
로파 비에하
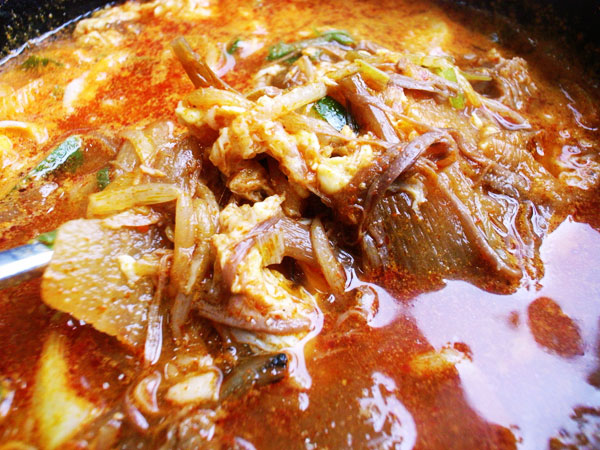
육개장